# 2006–2007-es UEFA-bajnokok ligája (selejtezők)
A 2006–2007-es UEFA-bajnokok ligája selejtezőit három fordulóban bonyolították le 2006. július 11. és augusztus 23. között. A selejtezőben 57 csapat vett részt.

## 1. selejtezőkör
Az 1. selejtezőkör párosításainak győztesei a 2. selejtezőkörbe jutottak, a vesztesek kiestek.

### Párosítások
| 1. csapat           | Össz.Tooltip Aggregate score | 2. csapat        | 1. mérk. | 2. mérk. |
| ------------------- | ---------------------------- | ---------------- | -------- | -------- |
| Elbasani            | 1–3                          | Ekranas          | 1–0      | 0–3      |
| FC TVMK             | 3–4                          | FH               | 2–3      | 1–1      |
| Liepājas Metalurgs  | 2–1                          | Aktöbe FK        | 1–0      | 1–1      |
| MyPa                | 2–0                          | The New Saints   | 1–0      | 1–0      |
| Cork City FC        | 2–1                          | Apóllon Lemeszú  | 1–0      | 1–1      |
| Szioni Bolniszi     | 2–1                          | Bakı FK          | 2–0      | 0–1      |
| F91 Dudelange       | 0–1                          | Rabotnicski      | 0–1      | 0–0      |
| Sahcjor Szalihorszk | 0–2                          | Široki Brijeg    | 0–1      | 0–1      |
| Birkirkara          | 2–5                          | B36              | 0–3      | 2–2      |
| Linfield            | 3–5                          | ND Gorica        | 1–3      | 2–2      |
| Pjunik              | 0–2                          | Sheriff Tiraspol | 0–0      | 0–2      |

### 1. mérkőzések
Az időpontok közép-európai nyári idő szerint értendők.
| 2006. július 11. |

| Elbasani   | 1–0               | Ekranas |
| ---------- | ----------------- | ------- |
| Trojku 75' | (0–0) Jegyzőkönyv |         |

| Stadioni Ruzhdi Bizhuta, Elbasan Játékvezető: Bernardino González Vázquez (spanyol) |

| 2006. július 11. |

| FC TVMK                               | 2–3               | FH                                               |
| ------------------------------------- | ----------------- | ------------------------------------------------ |
| Haavistu 70' Dobrecovs 76' (11-esből) | (0–1) Jegyzőkönyv | Guðmundsson 33' Ólafsson 69' Atli Gudnason 90+2' |

| Kadrioru Stadium, Tallinn Játékvezető: Per Ivar Staberg (norvég) |

| 2006. július 12. |

| Liepājas Metalurgs | 1–0               | Aktöbe FK |
| ------------------ | ----------------- | --------- |
| Tamošauskas 14'    | (1–0) Jegyzőkönyv |           |

| Daugava Stadium, Liepāja Játékvezető: Alojzije Supraha (horvát) |

| 2006. július 12. |

| MyPa        | 1–0               | The New Saints |
| ----------- | ----------------- | -------------- |
| Adriano 58' | (0–0) Jegyzőkönyv |                |

| Saviniemi, Anjalankoski Játékvezető: Dejan Stanišic (szerb) |

| 2006. július 12. |

| Cork City FC | 1–0               | Apóllon Lemeszú |
| ------------ | ----------------- | --------------- |
| Woods 62'    | (0–0) Jegyzőkönyv |                 |

| Turners Cross, Cork Játékvezető: Thomas Einwaller (osztrák) |

| 2006. július 11. |

| Szioni Bolniszi             | 2–0               | Bakı FK |
| --------------------------- | ----------------- | ------- |
| Boyomo 69' Ugrekhelidze 88' | (0–0) Jegyzőkönyv |         |

| Mikheil Meskhi Stadium, Tbiliszi Játékvezető: Thorsten Kinhöfer (német) |

| 2006. július 11. |

| F91 Dudelange | 0–1               | Rabotnicski  |
| ------------- | ----------------- | ------------ |
|               | (0–0) Jegyzőkönyv | Velkoski 77' |

| Stade Jos Nosbaum, Dudelange Játékvezető: Meir Levi (izraeli) |

| 2006. július 12. |

| Sahcjor Szalihorszk | 0–1               | Široki Brijeg |
| ------------------- | ----------------- | ------------- |
|                     | (0–1) Jegyzőkönyv | Bubalo 28'    |

| Központi stadion, Homel Játékvezető: Ian Stokes (ír) |

| 2006. július 11. |

| Birkirkara | 0–3               | B36                             |
| ---------- | ----------------- | ------------------------------- |
|            | (0–2) Jegyzőkönyv | Sylla 15' 32' Thorleifson 90+2' |

| Nemzeti Stadion, Ta’ Qali Játékvezető: Sergei Shmolik (fehérorosz) |

| 2006. július 11. |

| Linfield               | 1–3               | Gorica                      |
| ---------------------- | ----------------- | --------------------------- |
| Dickson 58' (11-esből) | (0–2) Jegyzőkönyv | Demirović 14' 27' Šturm 66' |

| Windsor Park, Belfast Játékvezető: Bruno Coue (francia) |

| 2006. július 11. |

| Pjunik | 0–0         | Sheriff Tiraspol |
| ------ | ----------- | ---------------- |
|        | Jegyzőkönyv |                  |

| Hanrapetakan Stadium, Jereván Játékvezető: René Rogalla (svájci) |

### 2. mérkőzések
| 2006. július 18. 18:00 |

| Ekranas                        | 3–0               | Elbasani |
| ------------------------------ | ----------------- | -------- |
| Lukšys 13' 70' Tomkevičius 48' | (1–0) Jegyzőkönyv |          |

| Aukštaitija Stadium, Panevėžys Játékvezető: David Malcolm (északír) |

| 2006. július 18. 19:00 |

| Bakı FK       | 1–0               | Szioni Bolniszi |
| ------------- | ----------------- | --------------- |
| F. Guliev 63' | (0–0) Jegyzőkönyv |                 |

| Tofiq Bahramov Stadium, Baku Játékvezető: Sergiy Berezka (ukrán) |

| 2006. július 18. 20:00 |

| Rabotnicski | 0–0         | F91 Dudelange |
| ----------- | ----------- | ------------- |
|             | Jegyzőkönyv |               |

| Philip II Arena, Skopje Játékvezető: Stanislav Sukhina (orosz) |

| 2006. július 18. 20:00 |

| Sheriff Tiraspol       | 2–0               | Pjunik |
| ---------------------- | ----------------- | ------ |
| Cociş 30' Humenyuk 90' | (1–0) Jegyzőkönyv |        |

| Sheriff Stadium, Tiraspol Játékvezető: Mark Halsey (angol) |

| 2006. július 19. 19:00 |

| B36                  | 2–2               | Birkirkara              |
| -------------------- | ----------------- | ----------------------- |
| Matras 44' Okeke 80' | (1–0) Jegyzőkönyv | Mallia 59' Scicluna 83' |

| Tórsvøllur, Tórshavn Játékvezető: Radek Matějek (cseh) |

| 2006. július 19. 19:15 |

| FH                  | 1–1               | TVMK                     |
| ------------------- | ----------------- | ------------------------ |
| Atli Gudnason 90+1' | (0–0) Jegyzőkönyv | Dobrecovs 60' (11-esből) |

| Kaplakriki, Hafnarfjörður Játékvezető: Mikko Vuorela (finn) |

| 2006. július 19. 19:30 |

| The New Saints | 0–1               | MyPa          |
| -------------- | ----------------- | ------------- |
|                | (0–1) Jegyzőkönyv | Puhakainen 5' |

| Latham Park, Newtown Játékvezető: Peter Vervecken (belga) |

| 2006. július 19. 20:05 |

| Gorica         | 2–2               | Linfield                   |
| -------------- | ----------------- | -------------------------- |
| Burgič 30' 83' | (1–1) Jegyzőkönyv | Thompson 28' McAreavey 90' |

| Nova Gorica Sports Park, Nova Gorica Játékvezető: Cem Papila (török) |

| 2006. július 19. 20:30 |

| Široki Brijeg           | 1–0               | Sahcjor Szalihorszk |
| ----------------------- | ----------------- | ------------------- |
| Ronielle 29' (11-esből) | (1–0) Jegyzőkönyv |                     |

| Pecara Stadium, Široki Brijeg Játékvezető: Tiziano Pieri (olasz) |

| 2006. július 19. 21:00 |

| Apóllon Lemeszú | 1–1               | Cork City FC |
| --------------- | ----------------- | ------------ |
| Sosin 51'       | (0–0) Jegyzőkönyv | Murray 75'   |

| GSP Stadium, Nicosia Játékvezető: Stefan Johannesson (svéd) |

| 2006. július 20. 17:00 |

| Aktöbe FK    | 1–1               | Liepājas Metalurgs     |
| ------------ | ----------------- | ---------------------- |
| Nikolaev 17' | (1–0) Jegyzőkönyv | Ivanovs 59' (11-esből) |

| Central Stadium, Aktöbe Játékvezető: Ruud Bossen (holland) |

## 2. selejtezőkör
A 2. selejtezőkör párosításainak győztesei a 3. selejtezőkörbe jutottak, a vesztesek kiestek.

### Párosítások
| 1. csapat          | Össz.Tooltip Aggregate score | 2. csapat         | 1. mérk. | 2. mérk. |
| ------------------ | ---------------------------- | ----------------- | -------- | -------- |
| ND Gorica          | 0–5                          | Steaua București  | 0–2      | 0–3      |
| Levszki Szofija    | 4–0                          | Szioni Bolniszi   | 2–0      | 2–0      |
| FC Zürich          | 2–3                          | Red Bull Salzburg | 2–1      | 0–2      |
| Djurgården         | 2–3                          | MFK Ružomberok    | 1–0      | 1–3      |
| Debreceni VSC      | 2–5                          | Rabotnicski       | 1–1      | 1–4      |
| Cork City FC       | 0–4                          | Crvena zvezda     | 0–1      | 0–3      |
| Fenerbahçe SK      | 9–0                          | B36               | 4–0      | 5–0      |
| Mladá Boleslav     | 5–3                          | Vålerenga         | 3–1      | 2–2      |
| Sheriff Tiraspol   | 1–1 (i.g.)                   | Szpartak Moszkva  | 1–1      | 0–0      |
| Liepājas Metalurgs | 1–8                          | Dinamo Kijiv      | 1–4      | 0–4      |
| FH                 | 0–3                          | Legia Warszawa    | 0–1      | 0–2      |
| FC København       | 4–2                          | MyPa              | 2–0      | 2–2      |
| Ekranas            | 3–9                          | Dinamo Zagreb     | 1–4      | 2–5      |
| Hearts             | 3–0                          | Široki Brijeg     | 3–0      | 0–0      |

### 1. mérkőzések
| 2006. július 25. 17:00 |

| Ekranas    | 1–4               | Dinamo Zagreb                          |
| ---------- | ----------------- | -------------------------------------- |
| Lukšys 14' | (1–2) Jegyzőkönyv | Eduardo 7' 51' Buljat 32' Vugrinec 69' |

| Aukštaitija Stadium, Panevėžys Játékvezető: Tony Asumaa (finn) |

| 2006. július 26. 19:00 |

| Sheriff Tiraspol | 1–1               | Szpartak Moszkva |
| ---------------- | ----------------- | ---------------- |
| Omotoyossi 90+2' | (0–0) Jegyzőkönyv | Kováč 77'        |

| Sheriff Stadium, Tiraspol Játékvezető: Robert Małek (lengyel) |

| 2006. július 26. 19:00 |

| Liepājas Metalurgs | 1–4               | Dinamo Kijiv                                            |
| ------------------ | ----------------- | ------------------------------------------------------- |
| Kalonas 87'        | (0–3) Jegyzőkönyv | Rincón 20' Shatskikh 29' Verpakovskis 32' Gavrančić 82' |

| Daugava Stadium, Liepāja Játékvezető: Mark Courtney (északír) |

| 2006. július 26. 19:30 |

| Levszki Szofija                         | 2–0               | Szioni Bolniszi |
| --------------------------------------- | ----------------- | --------------- |
| E. Angelov 20' Borimirov 82' (11-esből) | (1–0) Jegyzőkönyv |                 |

| Georgi Asparuhov Stadium, Sofia Játékvezető: Fritz Stuchlik (osztrák) |

| 2006. július 26. 19:30 |

| FH | 0–1               | Legia Warszawa |
| -- | ----------------- | -------------- |
|    | (0–0) Jegyzőkönyv | Élton 83'      |

| Kaplakriki, Hafnarfjörður Játékvezető: Martin Ingvarsson (svéd) |

| 2006. július 26. 20:00 |

| Djurgården | 1–0               | MFK Ružomberok |
| ---------- | ----------------- | -------------- |
| Enrico 70' | (0–0) Jegyzőkönyv |                |

| Råsunda Stadion, Solna Játékvezető: Alexandru Tudor (román) |

| 2006. július 26. 20:00 |

| Fenerbahçe SK                               | 4–0               | B36 |
| ------------------------------------------- | ----------------- | --- |
| Appiah 26' Tümer 39' Tuncay 54' Önder 90+3' | (2–0) Jegyzőkönyv |     |

| Şükrü Saracoğlu Stadion, Isztambul Játékvezető: Edo Trivković (horvát) |

| 2006. július 26. 20:15 |

| Zürich             | 2–1               | Red Bull Salzburg |
| ------------------ | ----------------- | ----------------- |
| Keita 2' César 20' | (2–1) Jegyzőkönyv | Vonlanthen 32'    |

| Hardturm, Zürich Játékvezető: Alan Kelly (ír) |

| 2006. július 26. 20:45 |

| Debreceni VSC          | 1–1               | Rabotnicski    |
| ---------------------- | ----------------- | -------------- |
| Zsolnai 55' (11-esből) | (0–1) Jegyzőkönyv | Stankovski 45' |

| Oláh Gábor utcai stadion, Debrecen Játékvezető: Oleh Oriekhov (ukrán) |

| 2006. július 26. 20:45 |

| Cork City FC | 0–1               | Crvena zvezda     |
| ------------ | ----------------- | ----------------- |
|              | (0–1) Jegyzőkönyv | Behan 37' (öngól) |

| Turners Cross, Cork Játékvezető: Tomasz Mikulski (lengyel) |

| 2006. július 26. 20:45 |

| Mladá Boleslav              | 3–1               | Vålerenga |
| --------------------------- | ----------------- | --------- |
| Pecka 7' Matějovský 11' 19' | (3–0) Jegyzőkönyv | Gashi 67' |

| Městský stadion, Mladá Boleslav Játékvezető: Pedro Proença (portugál) |

| 2006. július 26. 20:45 |

| FC København                             | 2–0               | MyPa |
| ---------------------------------------- | ----------------- | ---- |
| Bergdølmo 64' (11-esből) Gravgaard 90+3' | (0–0) Jegyzőkönyv |      |

| Parken Stadion, Copenhagen Játékvezető: Carlos Megía Dávila (spanyol) |

| 2006. július 26. 20:45 |

| Hearts                               | 3–0               | Široki Brijeg |
| ------------------------------------ | ----------------- | ------------- |
| Anić 53' (öngól) Tall 79' Bednář 85' | (0–0) Jegyzőkönyv |               |

| Murrayfield Stadium, Edinburgh Játékvezető: Espen Berntsen (norvég) |

| 2006. július 26. 21:00 |

| ND Gorica | 0–2               | Steaua București   |
| --------- | ----------------- | ------------------ |
|           | (0–0) Jegyzőkönyv | Dică 54' Iacob 65' |

| Nova Gorica Sports Park, Nova Gorica Játékvezető: Stefan Messner (osztrák) |

### 2. mérkőzések
| 2006. augusztus 1. 19:30 |

| B36 | 0–5               | Fenerbahçe SK                                                       |
| --- | ----------------- | ------------------------------------------------------------------- |
|     | (0–1) Jegyzőkönyv | Tuncay 44' Mehmet Yozgatlı 49' Can 79' Semih 83' Murat Hacıoğlu 90' |

| Tórsvøllur, Tórshavn Játékvezető: Ceri Richards (walesi) |

| 2006. augusztus 2. 16:00 |

| Szioni Bolniszi | 0–2               | Levszki Szofija                   |
| --------------- | ----------------- | --------------------------------- |
|                 | (0–1) Jegyzőkönyv | Domovchiyski 28' E. Angelov 90+1' |

| Mikheil Meskhi Stadium, Tbiliszi Játékvezető: Selçuk Dereli (török) |

| 2006. augusztus 2. 17:00 |

| Szpartak Moszkva | 0–0         | Sheriff Tiraspol |
| ---------------- | ----------- | ---------------- |
|                  | Jegyzőkönyv |                  |

| Luzsnyiki Stadion, Moszkva Játékvezető: Serge Gumienny (belga) |

| 2006. augusztus 2. 18:00 |

| Dinamo Kijiv                        | 4–0               | Liepājas Metalurgs |
| ----------------------------------- | ----------------- | ------------------ |
| Rotan 37' 90' Corrêa 66' Rebrov 85' | (1–0) Jegyzőkönyv |                    |

| Valerij Lobanovszkij Stadion, Kijev Játékvezető: Michael Weiner (német) |

| 2006. augusztus 2. 19:00 |

| MyPa                        | 2–2               | FC København               |
| --------------------------- | ----------------- | -------------------------- |
| Peltonen 41' Puhakainen 79' | (1–1) Jegyzőkönyv | Berglund 12' Linderoth 73' |

| Saviniemi, Anjalankoski Játékvezető: Igor Egorov (orosz) |

| 2006. augusztus 2. 20:00 |

| Steaua București                               | 3–0               | ND Gorica |
| ---------------------------------------------- | ----------------- | --------- |
| Boştină 43' Iacob 70' Ochiroşii 87' (11-esből) | (1–0) Jegyzőkönyv |           |

| Stadionul Naţional, Bukarest Játékvezető: Pavel Královec (cseh) |

| 2006. augusztus 2. 20:00 |

| MFK Ružomberok                   | 3–1               | Djurgården     |
| -------------------------------- | ----------------- | -------------- |
| Žofčák 14' Tomčák 18' Nezmar 88' | (2–0) Jegyzőkönyv | Kusi-Asare 75' |

| Štadión MFK Ružomberok, Rózsahegy Játékvezető: Hervé Piccirillo (francia) |

| 2008. augusztus 2. 20:00 |

| Rabotnicski                                 | 4–1               | Debreceni VSC |
| ------------------------------------------- | ----------------- | ------------- |
| Nedžipi 21' Pejčić 35' Trajčov 42' Neno 56' | (3–1) Jegyzőkönyv | Sidibe 20'    |

| Philip II Arena, Szkopje Játékvezető: Damir Skomina (szlovén) |

| 2006. augusztus 2. 20:15 |

| Red Bull Salzburg                  | 2–0               | Zürich |
| ---------------------------------- | ----------------- | ------ |
| Tiffert 39' Zickler 56' (11-esből) | (1–0) Jegyzőkönyv |        |

| Red Bull Arena, Salzburg Játékvezető: Pieter Vink (holland) |

| 2006. augusztus 2. 20:15 |

| Crvena zvezda                | 3–0               | Cork City FC |
| ---------------------------- | ----------------- | ------------ |
| Milovanović 3' Žigić 34' 59' | (2–0) Jegyzőkönyv |              |

| Red Star Stadium, Belgrád Játékvezető: Knut Kircher (német) |

| 2006. augusztus 2. 20:30 |

| Legia Warszawa        | 2–0               | FH |
| --------------------- | ----------------- | -- |
| Vuković 38' Edson 86' | (1–0) Jegyzőkönyv |    |

| Polish Army Stadium, Varsó Játékvezető: Athanassios Briakos (görög) |

| 2006. augusztus 2. 20:30 |

| Dinamo Zagreb                                      | 5–2               | Ekranas                |
| -------------------------------------------------- | ----------------- | ---------------------- |
| Ljubojević 2' 62' 90+1' Vukojević 48' Vugrinec 90' | (1–0) Jegyzőkönyv | Savėnas 65' Lukšys 69' |

| Maksimir Stadion, Zágráb Játékvezető: Rob Styles (angol) |

| 2006. augusztus 2. 20:30 |

| Široki Brijeg | 0–0         | Hearts |
| ------------- | ----------- | ------ |
|               | Jegyzőkönyv |        |

| Pecara Stadium, Široki Brijeg Játékvezető: Kassai Viktor (magyar) |

| 2006. augusztus 2. 20:45 |

| Vålerenga                         | 2–2               | Mladá Boleslav          |
| --------------------------------- | ----------------- | ----------------------- |
| Vít 73' (öngól) Fredheim-Holm 86' | (0–1) Jegyzőkönyv | Brezinský 41' Kulič 83' |

| Ullevaal Stadion, Oslo Játékvezető: Craig Thomson (skót) |

## 3. selejtezőkör
A 3. selejtezőkör párosításainak győztesei a csoportkörbe jutottak, a vesztesek az UEFA-kupa első fordulójába kerültek.

### Párosítások
| 1. csapat         | Össz.Tooltip Aggregate score | 2. csapat        | 1. mérk. | 2. mérk. |
| ----------------- | ---------------------------- | ---------------- | -------- | -------- |
| Slovan Liberec    | 1–2                          | Szpartak Moszkva | 0–0      | 1–2      |
| Sahtar Doneck     | 4–2                          | Legia Warszawa   | 1–0      | 3–2      |
| Red Bull Salzburg | 1–3                          | Valencia CF      | 1–0      | 0–3      |
| Levszki Szofija   | 4–2                          | Chievo           | 2–0      | 2–2      |
| Hearts            | 1–5                          | AÉK              | 1–2      | 0–3      |
| CSZKA Moszkva     | 5–0                          | MFK Ružomberok   | 3–0      | 2–0      |
| AC Milan          | 3–1                          | Crvena zvezda    | 1–0      | 2–1      |
| Galatasaray SK    | 6–3                          | Mladá Boleslav   | 5–2      | 1–1      |
| Standard Liège    | 3–4                          | Steaua București | 2–2      | 1–2      |
| Austria Wien      | 1–4                          | Benfica          | 1–1      | 0–3      |
| Dinamo Zagreb     | 1–5                          | Arsenal          | 0–3      | 1–2      |
| FC København      | 3–2                          | Ajax             | 1–2      | 2–0      |
| Hamburger SV      | 1–1 (i.g.)                   | Osasuna          | 0–0      | 1–1      |
| Dinamo Kijiv      | 5–3                          | Fenerbahçe SK    | 3–1      | 2–2      |
| Liverpool FC      | 3–2                          | Makkabi Haifa    | 2–1      | 1–1      |
| Lille OSC         | 4–0                          | Rabotnicski      | 3–0      | 1–0      |

### 1. mérkőzések
| 2006. augusztus 8. 20:45 |

| Austria Wien  | 1–1               | Benfica        |
| ------------- | ----------------- | -------------- |
| Blanchard 36' | (1–1) Jegyzőkönyv | Nuno Gomes 16' |

| Ernst-Happel-Stadion, Bécs Játékvezető: Stefano Farina (olasz) |

| 2006. augusztus 8. 21:05 |

| Dinamo Zagreb | 0–3               | Arsenal                         |
| ------------- | ----------------- | ------------------------------- |
|               | (0–0) Jegyzőkönyv | Fàbregas 63' 78' van Persie 64' |

| Maksimir Stadion, Zágráb Játékvezető: Kyros Vassaras (görög) |

| 2006. augusztus 9. 18:00 |

| CSZKA Moszkva                | 3–0               | MFK Ružomberok |
| ---------------------------- | ----------------- | -------------- |
| Olić 58' 65' Vágner Love 83' | (0–0) Jegyzőkönyv |                |

| Lokomotiv Stadion, Moszkva Játékvezető: Florian Meyer (német) |

| 2006. augusztus 9. 18:00 |

| Dinamo Kijiv             | 3–1               | Fenerbahçe SK      |
| ------------------------ | ----------------- | ------------------ |
| Rincón 1' 67' Yussuf 83' | (1–0) Jegyzőkönyv | Mehmet Aurélio 48' |

| Valerij Lobanovszkij Stadion, Kijev Játékvezető: Darko Ceferin (szlovén) |

| 2006. augusztus 9. 18:00 |

| Lille OSC                                                  | 3–0               | Rabotnicski |
| ---------------------------------------------------------- | ----------------- | ----------- |
| Jovanovski 60' (öngól) Bastos 70' (11-esből) Fauvergue 72' | (0–0) Jegyzőkönyv |             |

| Stadium Lille Métropole, Villeneuve-d’Ascq Játékvezető: Vladimir Hrinak (szlovák) |

| 2006. augusztus 9. 18:30 |

| Sahtar Doneck        | 1–0               | Legia Warszawa |
| -------------------- | ----------------- | -------------- |
| Elano 19' (11-esből) | (1–0) Jegyzőkönyv |                |

| RSC Olimpiyskiy, Donetsk Játékvezető: Frank De Bleeckere (belga) |

| 2006. augusztus 9. 19:30 |

| Levszki Szofija                       | 2–0               | Chievo |
| ------------------------------------- | ----------------- | ------ |
| Domovchiyski 8' Bardon 86' (11-esből) | (1–0) Jegyzőkönyv |        |

| Vasil Levski National Stadium, Sofia Játékvezető: Jaroslav Jara (cseh) |

| 2006. augusztus 9. 19:30 |

| Galatasaray SK                                            | 5–2               | Mladá Boleslav          |
| --------------------------------------------------------- | ----------------- | ----------------------- |
| Ilić 7' (11-esből) Arda 43' 60' Hakan Şükür 49' Sabri 90' | (2–0) Jegyzőkönyv | Brezinský 82' Kulič 83' |

| Ali Sami Yen Stadium, Isztambul Játékvezető: Konrad Plautz (osztrák) |

| 2006. augusztus 9. 20:15 |

| Slovan Liberec | 0–0         | Szpartak Moszkva |
| -------------- | ----------- | ---------------- |
|                | Jegyzőkönyv |                  |

| Stadion u Nisy, Liberec Játékvezető: Craig Thomson (skót) |

| 2006. augusztus 9. 20:30 |

| Standard Liège | 2–2               | Steaua București       |
| -------------- | ----------------- | ---------------------- |
| Rapaić 17' 51' | (1–1) Jegyzőkönyv | Paraschiv 8' Marin 79' |

| Stade Maurice Dufrasne, Liège Játékvezető: Valentin Ivanov |

| 2006. augusztus 9. 20:30 |

| FC København    | 1–2               | Ajax              |
| --------------- | ----------------- | ----------------- |
| Hangeland 45+2' | (1–1) Jegyzőkönyv | Huntelaar 37' 84' |

| Parken Stadion, Koppenhága Játékvezető: Manuel Mejuto González (spanyol) |

| 2006. augusztus 9. 20:30 |

| Hamburger SV | 0–0         | Osasuna |
| ------------ | ----------- | ------- |
|              | Jegyzőkönyv |         |

| Volksparkstadion, Hamburg Nézőszám: 47 458 Játékvezető: Tom Henning Øvrebø (norvég) |

| 2006. augusztus 9. 20:45 |

| Red Bull Salzburg | 1–0               | Valencia CF |
| ----------------- | ----------------- | ----------- |
| Piták 73'         | (0–0) Jegyzőkönyv |             |

| Red Bull Arena, Salzburg Nézőszám: 18 000 Játékvezető: Peter Fröjdfeldt (svéd) |

| 2006. augusztus 9. 20:45 |

| AC Milan    | 1–0               | Crvena zvezda |
| ----------- | ----------------- | ------------- |
| Inzaghi 22' | (1–0) Jegyzőkönyv |               |

| San Siro, Milánó Játékvezető: Jan Wegereef (holland) |

| 2006. augusztus 9. 21:05 |

| Liverpool FC             | 2–1               | Makkabi Haifa |
| ------------------------ | ----------------- | ------------- |
| Bellamy 32' González 87' | (1–1) Jegyzőkönyv | Boccoli 29'   |

| Anfield, Liverpool Nézőszám: 40 058 Játékvezető: Wolfgang Stark (német) |

| 2006. augusztus 9. 21:45 |

| Hearts         | 1–2               | AÉK                               |
| -------------- | ----------------- | --------------------------------- |
| Mikoliūnas 62' | (0–0) Jegyzőkönyv | Kapetanos 89' Berra 90+2' (öngól) |

| Murrayfield Stadium, Edinburgh Játékvezető: Nicolai Vollquartz (dán) |

### 2. mérkőzések
| 2006. augusztus 22. 20:35 |

| Makkabi Haifa | 1–1               | Liverpool FC |
| ------------- | ----------------- | ------------ |
| Colautti 63'  | (0–0) Jegyzőkönyv | Crouch 54'   |

| Valerij Lobanovszkij Stadion, Kijev Nézőszám: 12 500 Játékvezető: Roberto Rosetti (olasz) |

| 2006. augusztus 22. 20:45 |

| Osasuna    | 1–1               | Hamburger SV |
| ---------- | ----------------- | ------------ |
| Cuéllar 6' | (1–0) Jegyzőkönyv | de Jong 74'  |

| El Sadar Stadium, Pamplona Nézőszám: 18 768 Játékvezető: Massimo Busacca (svájci) |

| 2006. augusztus 22. 21:00 |

| Crvena zvezda | 1–2               | AC Milan                |
| ------------- | ----------------- | ----------------------- |
| Đokić 80'     | (0–1) Jegyzőkönyv | Inzaghi 29' Seedorf 79' |

| Red Star Stadium, Belgrád Játékvezető: Claus Bo Larsen (dán) |

| 2006. augusztus 22. 21:15 |

| Benfica                                  | 3–0               | Austria Wien |
| ---------------------------------------- | ----------------- | ------------ |
| Rui Costa 21' Nuno Gomes 45+3' Petit 57' | (2–0) Jegyzőkönyv |              |

| Estádio da Luz, Lisszabon Játékvezető: Terje Hauge (norvég) |

| 2006. augusztus 22. 22:00 |

| Valencia CF                         | 3–0               | Red Bull Salzburg |
| ----------------------------------- | ----------------- | ----------------- |
| Morientes 13' Villa 33' Silva 90+4' | (2–0) Jegyzőkönyv |                   |

| Mestalla Stadium, Valencia Nézőszám: 51 000 Játékvezető: Ľuboš Micheľ (szlovák) |

| 2006. augusztus 23. 17:00 |

| Szpartak Moszkva            | 2–1               | Slovan Liberec       |
| --------------------------- | ----------------- | -------------------- |
| Mozart 23' Pavlyuchenko 79' | (1–0) Jegyzőkönyv | Hodúr 73' (11-esből) |

| Luzsnyiki Stadion, Moszkva Játékvezető: Luis Medina Cantalejo (spanyol) |

| 2006. augusztus 23. 19:30 |

| Mladá Boleslav | 1–1               | Galatasaray SK |
| -------------- | ----------------- | -------------- |
| Palát 88'      | (0–0) Jegyzőkönyv | Hasan Şaş 73'  |

| Městský stadion, Mladá Boleslav Játékvezető: Martin Hansson (svéd) |

| 2006. augusztus 23. 19:30 |

| Steaua București | 2–1               | Standard Liège |
| ---------------- | ----------------- | -------------- |
| Badea 35' 51'    | (1–1) Jegyzőkönyv | Jovanović 2'   |

| Stadionul Naţional, Bukarest Játékvezető: Graham Poll (angol) |

| 2006. augusztus 23. 20:00 |

| Fenerbahçe SK        | 2–2               | Dinamo Kijiv     |
| -------------------- | ----------------- | ---------------- |
| Appiah 36' Kerim 57' | (1–2) Jegyzőkönyv | Shatskikh 5' 42' |

| Şükrü Saracoğlu Stadion, Isztambul Játékvezető: Steve Bennett (angol) |

| 2006. augusztus 23. 20:00 |

| Rabotnicski | 0–1               | Lille OSC |
| ----------- | ----------------- | --------- |
|             | (0–1) Jegyzőkönyv | Audel 18' |

| Philip II Arena, Skopje Játékvezető: Costas Kapitanis (ciprusi) |

| 2006. augusztus 23. 20:30 |

| MFK Ružomberok | 0–2               | CSZKA Moszkva               |
| -------------- | ----------------- | --------------------------- |
|                | (0–2) Jegyzőkönyv | Carvalho 8' Vágner Love 32' |

| Štadión MFK Ružomberok, Rózsahegy Játékvezető: Olegário Benquerença (portugál) |

| 2006. augusztus 23. 20:30 |

| Legia Warszawa     | 2–3               | Sahtar Doneck                    |
| ------------------ | ----------------- | -------------------------------- |
| Włodarczyk 19' 88' | (1–3) Jegyzőkönyv | Marica 25' 45+5' Fernandinho 29' |

| Polish Army Stadium, Varsó Játékvezető: Mike Riley (angol) |

| 2006. augusztus 23. 20:30 |

| Ajax | 0–2               | FC København                          |
| ---- | ----------------- | ------------------------------------- |
|      | (0–0) Jegyzőkönyv | Silberbauer 59' Vermaelen 77' (öngól) |

| Amsterdam Arena, Amszterdam Játékvezető: Herbert Fandel (német) |

| 2006. augusztus 23. 20:45 |

| AÉK                                             | 3–0               | Hearts |
| ----------------------------------------------- | ----------------- | ------ |
| Júlio César 79' (11-esből) 86' Liberopoulos 82' | (0–0) Jegyzőkönyv |        |

| Olimpiai Stadion, Athén Játékvezető: Yuri Baskakov (orosz) |

| 2006. augusztus 23. 21:00 |

| Chievo         | 2–2               | Levszki Szofija          |
| -------------- | ----------------- | ------------------------ |
| Amauri 48' 81' | (0–1) Jegyzőkönyv | Telkiyski 34' Bardon 46' |

| Marcantonio Bentegodi Stadion, Verona Játékvezető: Lucilio Batista (portugál) |

| 2006. augusztus 23. 21:05 |

| Arsenal                     | 2–1               | Dinamo Zagreb |
| --------------------------- | ----------------- | ------------- |
| Ljungberg 77' Flamini 90+1' | (0–1) Jegyzőkönyv | Eduardo 12'   |

| Emirates Stadium, London Játékvezető: Bertrand Layec (francia) |